# Тулузская бизнес-школа
Тулузская бизнес-школа (англ. Toulouse Business School; фр. École Supérieure de Commerce de Toulouse) — одна из старейших бизнес-школ мира, основана в 1903 году торгово-промышленной палатой Тулузы для удовлетворения потребностей местного населения в области коммерции.
В настоящее время деятельносить школы связана с двумя направлениями: искусственным интеллектом и анализом данных, а также с подготовкой дипломированных специалистов для аэрокосмической отрасли совместно с Национальной школой гражданской авиации. На курсах обучаются около 5600 студентов.
Школа имеет пять кампусов, расположенных в Тулузе, Париже , Барселоне , Лондоне и Касабланке. Преподавание ведется на французском и английский языках, а также на испанском (в барселонском кампусе).
Имеет тройную аккредитацию AACSB / EQUIS / AMBA.
Тулузская бизнес-школа является филиалом Университета Тулузы, престижной французской школы, в которой находится 1% бизнес-школ с «тройной короной» международных аккредитаций.

## История
Была основана в 1903 году Торгово-промышленной палатой Тулузы как École Superieur de Commerce de Toulouse (Тулузская высшая школа коммерции).
В 2003 года школа прошла тройную аккредитацию.
В 2013 году была переименована в Тулузскую бизнес-школу (Toulouse Business School).
В декабре 2016 года школа перешла из статуса управляемой ТПП Тулузы в EESC (Établissement d’Enseignement Supérieur Consulaire).
В 2018 году был открыт бизнес-инкубатор, который стал первым региональным инкубатором стартапов для поддержки студенческого предпринимательства.
В 2019 году Тулузская бизнес-школа становится TBS. Это новое название призвано облегчить запоминание бренда и его международную читаемость.

## Рейтинги
Тулузская бизнес-школа занимает 60-е место в рейтинге лучших магистерских программ по менеджменту по версии Financial Times 2020 ranking.
В 2007 году в рейтинге «Leagues of their Own» Тулузская бизнес-школа заняла 9-е место среди европейских бизнес-школ в категории «Самые высокие зарплаты в промышленности».